# L'Homme du large (Magritte)
Pour les articles homonymes, voir L'Homme du large.
L'Homme du large est un tableau réalisé par le peintre belge René Magritte en 1927. Cette huile sur toile surréaliste représente un homme en combinaison noire debout devant une plage, sa tête constituée d'un morceau de bois, ses pieds et sa main gauche posés sur des éléments architecturaux semblant provenir d'un intérieur. Partie des collections des musées royaux des Beaux-Arts de Belgique, l'œuvre est conservée au musée Magritte, à Bruxelles.